# Wilfred Bouma
Pour les articles homonymes, voir Bouma.
Wilfred Bouma est un footballeur néerlandais né le 15 juin 1978 à Helmond (Pays-Bas). Il était défenseur.

## Carrière en club

### PSV Eindhoven
Bouma a commencé sa carrière au club amateur du SV Rood-Wit'61 avant de rejoindre le PSV Eindhoven où il signe un contrat jeune en 1994. Il fait ses débuts professionnels le 26 octobre de la même année contre Willem II Tilburg, une rencontre perdue 2-1. Cependant peu utilisé, Bouma est prêté au club néerlandais de MVV Maastricht en 1996 qui joue alors en seconde division. Il marque 7 buts en 18 matchs et reste la saison suivante où il joue 33 matchs. Maastricht remonte alors en première division. Il part ensuite à Fortuna Sittard lors de la saison 1998-1999 avant de rejoindre le PSV.
Au PSV, il est placé sur l'aile gauche. Après le départ d'Arthur Numan aux Rangers à l'été 2000, Wilfred Bouma est replacé au poste d'arrièe gauche.

### Aston Villa
Bouma signe le 30 août 2005 un contrat de trois ans 5,5 millions d'euros.
Ses débuts à Villa Park sont cependant entachés par des blessures. C'est lors de la saison 2006-2007 qu'il se révèle réellement et devient titulaire de l'équipe alors dirigée par Martin O'Neill. 
Il marque son premier but en Premier League le 9 février 2008 contre Newcastle United. Une rencontre finalement remportée 4-1 après un hat-trick de John Carew.

## Retour au pays
En août 2010, laissé libre par Aston Villa, il rentre au pays et signe pour deux ans au PSV Eindhoven.

## Carrière internationale
Bouma participe aux matchs de qualifications pour la Coupe du monde 2002 et joue son premier match international le 2 septembre 2000 contre l'Irlande.
Il participe aussi à l'Euro 2004 au Portugal sous la direction de Dick Advocaat, compétition durant laquelle il inscrit un but face à la Tchéquie lors du premier match de poules. Plus récemment, il dispute l'Euro 2008 sous la direction de Marco van Basten où les Pays-Bas se sont fait éliminer en quart de finale. 

## Palmarès
PSV Eindhoven
- Eredivisie
  - Champion (4) : 2000, 2001, 2003, 2005
- Coupe des Pays-Bas
  - Vainqueur (2) : 2005, 2012
- Trophée Johan Cruyff
  - Vainqueur (3) : 2000, 2001, 2003